# Анрион, Людивин
Людивин Анрион (фр. Ludivine Henrion, род. 23 января 1984, Намюр) — бельгийская профессиональная шоссейная велогонщица, двукратная чемпионка Бельгии в групповой гонке (2007, 2009).

## Карьера
Людивин Анрион родилась в семье велосипедистов, и её отец передал свое увлечение ей, и двум её братьям, Джонатану и Свену. В детстве она играла в женский футбол, однако в возрасте восьми лет она занялась велоспортом. У неё была природная склонность к спринту.
В 1999 и 2000 годах Людивин Анрион дважды становилась чемпионкой Бельгии среди юниоров в групповой гонке и индивидуальной гонке с раздельным стартом. В 2002 году она завоевала титул чемпионки Бельгии среди юниоров в групповой гонке.
С сентября 2001 по июнь 2006 года она была студенткой и изучала преподавание физической культуры и спорта. После этого она посвятила себя велосипедной карьере. Профессионально занимается велоспортом с 2004 года.
За свою карьеру она девять раз принимала участие в Трофи д’Ор, с 2003 по 2011 годы без перерыва. В 2004 году она выиграла командный пролог и шестой этап гонки. В следующем году она выиграла второй этап. В 2007 году она заняла второе место на третьем этапе, с небольшим отрывом опередив Джорджу Бронцини. В 2008 году она выиграла горную классификацию. В следующем году она заняла седьмое место в общем зачёте.
В 2006 году она заняла третье место в шоссейной гонке на студенческом чемпионате мира в Херенталсе, уступив Эллен Ван Дейк и Еве Лутц.
В 2007 году она стала чемпионкой Бельгии в групповой гонке и второй в индивидуальной гонке с раздельным стартом, а в 2009 году — снова выиграла этот чемпионат в групповой гонке.
В 2008 году она выиграла Гран-при Франции. На чемпионате мира по шоссейному велоспорту 2011 года в Копенгагене она заняла восьмое место в групповой гонке.
В 2012 году Людивин Анрион приняла участие в групповой гонке летних Олимпийских игр, но финишировала вне лимита времени.
Анрион завершила карьеру в конце 2012 года из-за постоянных проблем со здоровьем. По этому случаю в Корсвареме была организована гонка. Она выиграла её, опередив Марианну Вос.
По завершении спортивной карьеры Анрион с марта 2013 по август 2013 года работала продавцом в отделе велосипедов в Decathlon.
С января 2014 года она является техническим и генеральным директором женского велоклуба Asbl Team Ottingnies-Perwez. С января 2023 года — генеральный директор команды Baloise Minimax WB Ladies.

## Достижения

### Шоссе
2001
5-я на чемпионате Бельгии — индивидуальная гонка U19
2002
 Чемпионат Бельгии — групповая гонка U19
Тур Приморской Шаранты
1-й этап
генеральная классификация
2003
Тур Приморской Шаранты
1-й этап
генеральная классификация
2004
6-я на чемпионате Бельгии — групповая гонка
8-я на чемпионате Европы — групповая гонка U23
Трофи д’Ор
1-й этап
5-я на 3-м этапе
4-я на 5-м этапе
6-й этап
9-я на 2-м этапе Холланд Ледис Тур
2005
9-я на Омлоп ван Борселе
6-я на чемпионате Бельгии — групповая гонка
2-я на Флеш Эсбиньон
Омлоп ван хет Хегеланд
9-я на чемпионате Европы — групповая гонка U23
5-я на 1-м этапе Тура Лимузена
9-я на Тур Бохума (женский)
10-я на Холланд Хилс Классик
Трофи д’Ор
9-я на 1-м этапе
2-й этап
Холланд Ледис Тур
3-я на 1-м этапе
9-я на 3-м этапе
9-я на 5-м этапе
3-я в молодёжной классификации
7-я на Хроно Наций
2006
7-я на Омлоп Хет Ниувсблад
3-я на Флеш Эсбиньон
5-я на чемпионате Европы — групповая гонка U23
2-я на Эрондегемсе Пейл
Трофи д’Ор
4-я на 1-м этапе
7-я на 2-м этапе
6-я на 5-м этапе
Джиро ди Тоскана — Мемориал Микелы Фанини
5-я на 6-м этапе
6-я на 8-м этапе
4-я в горной классификации
9-я в очковой классификации
2007
5-я на Гран-при Руселаре
 Чемпионат Бельгии — групповая гонка
10-я на Омлоп дор Миддаг-Хюмстерланд
Эмакумин Бира
6-я на 1-м этапе
6-я в спринтерской классификации
Тур Лимузена
спринтерская классификация
10-я в генеральной классификации
2-я на чемпионате Бельгии — индивидуальная гонка
2-я на 3-м этапе Трофи д’Ор
Холланд Ледис Тур
7-я в спринтерской классификации
9-я в горной классификации
2008
10-я на Дрентсе Ахт ван Вестервелд
8-я на 3-м этапе Тура Польши
9-я на чемпионате Бельгии — групповая гонка
8-я на Эрондегемсе Пейл
5-я на чемпионате Бельгии — индивидуальная гонка
Трофи д’Ор
8-я на 1-м этапе
4-я на 3-м этапе
4-я на 4-м этапе
9-я на 3-м этапе Тура Ардеш
Гран-при Франции
9-я на Хроно Наций
2009
9-я на Омлоп Хет Ниувсблад
5-я на Омлоп ван хет Хегеланд
6-я на Фестивале Эльзи Якобс
Тур де л’Од феминин
7-я на 1-м этапе
8-я на 2-м этапе
 Чемпионат Бельгии — групповая гонка
Тур Лимузена
6-я на 1-м этапе
6-я на 4-м этапе
4-я в спринтерской классификации
9-я в очковой классификации
6-я в генеральной классификации
7-я на Опен Воргорда TTT
4-я на чемпионате Бельгии — индивидуальная гонка
Трофи д’Ор
8-я на 1-м этапе
6-я на 2-м этапе
3-я на 4-м этапе
9-я в очковой классификации
7-я в генеральной классификации
Тур Ардеш
10-я на 1-м этапе
5-я на 6-м этапе
9-я в очковой классификации
8-я на Хроно Наций
2010
8-я на Омлоп ван хет Хегеланд
5-я на Фестивале Эльзи Якобс
6-я на 2-м этапе Тур де л’Од феминин
10-я на чемпионате Бельгии — групповая гонка
Тур Лимузена
6-я на 3-м этапе
8-я на 4-м этапе
10-я на чемпионате Бельгии — индивидуальная гонка
8-я в горной классификации Трофи д’Ор
Тур Ардеш
6-я на 1-м этапе
7-я на 3-м этапе
8-я на 4-м этапе
7-я на 6-м этапе
9-я в очковой классификации
9-я в генеральной классификации
2011
7-я на Омлоп ван хет Хегеланд
8-я на Туре Фландрии
3-я на Халле — Бёйзинген
9-я на чемпионате Бельгии — групповая гонка
5-я на Гран-при Ченто — Карневале д’Эуропа
3-я на чемпионате Бельгии — индивидуальная гонка
Трофи д’Ор
9-я на 2-м этапе
10-я в горной классификации
Тур Ардеш
5-я на 3-м этапе
4-я на 4-м этапе
9-я на 5-м этапе
6-я на 6-м этапе
7-я в очковой классификации
5-я в генеральной классификации
4-я на Breendonk
8-я на чемпионате мира — групповая гонка
2012
Тур Фри-Стейта
9-я на 2-м этапе
4-я на 3-м этапе
2-я на чемпионате Бельгии — групповая гонка
10-я на чемпионате мира — командная гонка

### Велокросс
2001
8-я на чемпионате Бельгии
2006
6-я на чемпионате Бельгии
2007
5-я на чемпионате Бельгии
9-я на Overijse I
2008
6-я на чемпионате Бельгии
2009
5-я в Намюре
2010
5-я на чемпионате Бельгии
2012
7-я на чемпионате Бельгии

### Статистика выступления наГранд-турах
| Гонка / Год          | 2006 | 2007 | 2008 | 2009 | 2010 | 2011           | 2012           |
| -------------------- | ---- | ---- | ---- | ---- | ---- | -------------- | -------------- |
| Тур де л'Од феминин  | DNF  | —    | —    | 60   | 44   | не проводилась | не проводилась |
| Джиро д’Италия Донне | —    | DNF  | 64   | —    | —    | 71             | 84             |

### Рейтинги
| Год                 | 2009 | 2010  | 2011 | 2012  |
| ------------------- | ---- | ----- | ---- | ----- |
| Мировой рейтинг UCI | 78-й | 131-й | 32-й | 134-й |
|                     |      |       |      |       |
| Источник: UCI       |      |       |      |       |

## Личная жизнь
Благодаря своему жизнерадостному и общительному характеру она пользовалась единодушным уважением в пелотоне. По словам её близких и Эммы Юханссон, её мотивация колебалась в зависимости от её морального состояния.
Людивин Анрион — сестра велогонщика Джонатана Анриона. Она замужем за велогонщиком Оливье Кайзеном, у них четверо детей.